# San Prisco
San Prisco là một đô thị ở tỉnh Caserta trong vùng Campania của Ý, có vị trí cách khoảng 30 km về phía bắc của Napoli và khoảng 5 km về phía tây bắc của Caserta. Tại thời điểm ngày 31 tháng 12 năm 2004, đô thị này có dân số 10.928 người và diện tích là 7,7 km².
San Prisco giáp các đô thị: Capua, Casagiove, Casapulla, Caserta, Curti, Santa Maria Capua Vetere.